# Kiki Sukezane
Kiki Sukezane (祐真キキ, Sukezane Kiki) est une actrice japonaise née le 5 avril 1989 à Kyoto.

## Biographie
KIki Sukezane naît dans une ancienne famille de samourais ; pendant plusieurs années, elle pratique les arts martiaux. Sa carrière débute principalement à la télévision au Japon et prend un nouveau tournant lorsqu'elle est choisie pour incarner Miko Otomo en 2015 dans  Heroes Reborn,.

## Filmographie
- 2012 : Death Yankee 2 de Shuya Yoshimoto
- 2013 : Death Yankee 3 de Shuya Yoshimoto
- 2013 : Gutsy Frog, téléfilm de Mark A.Z. Dippé
- 2013-2014 : The Yokai King (en) (série TV)
- 2015 : The Port of San Pedro (web-série)
- 2015-2016 : Heroes Reborn (série TV)
- 2018 : Perdus dans l'espace (série TV)
- 2018 : Westworld (série TV)
- 2019 : L'Oiseau-tempête (The Earthquake Bird) de Wash Westmoreland : Natsuko
- 2019 : The Terror (série TV)